# Олст
Олст (нід. Olst) — місто в нідерландській провінції Оверейсел. Входить до муніципалітету Олст-Веє.
Перша згадка про населений пункт датується 947 роком.
До 2001 року мало статус окремого муніципалітету.

## Галерея

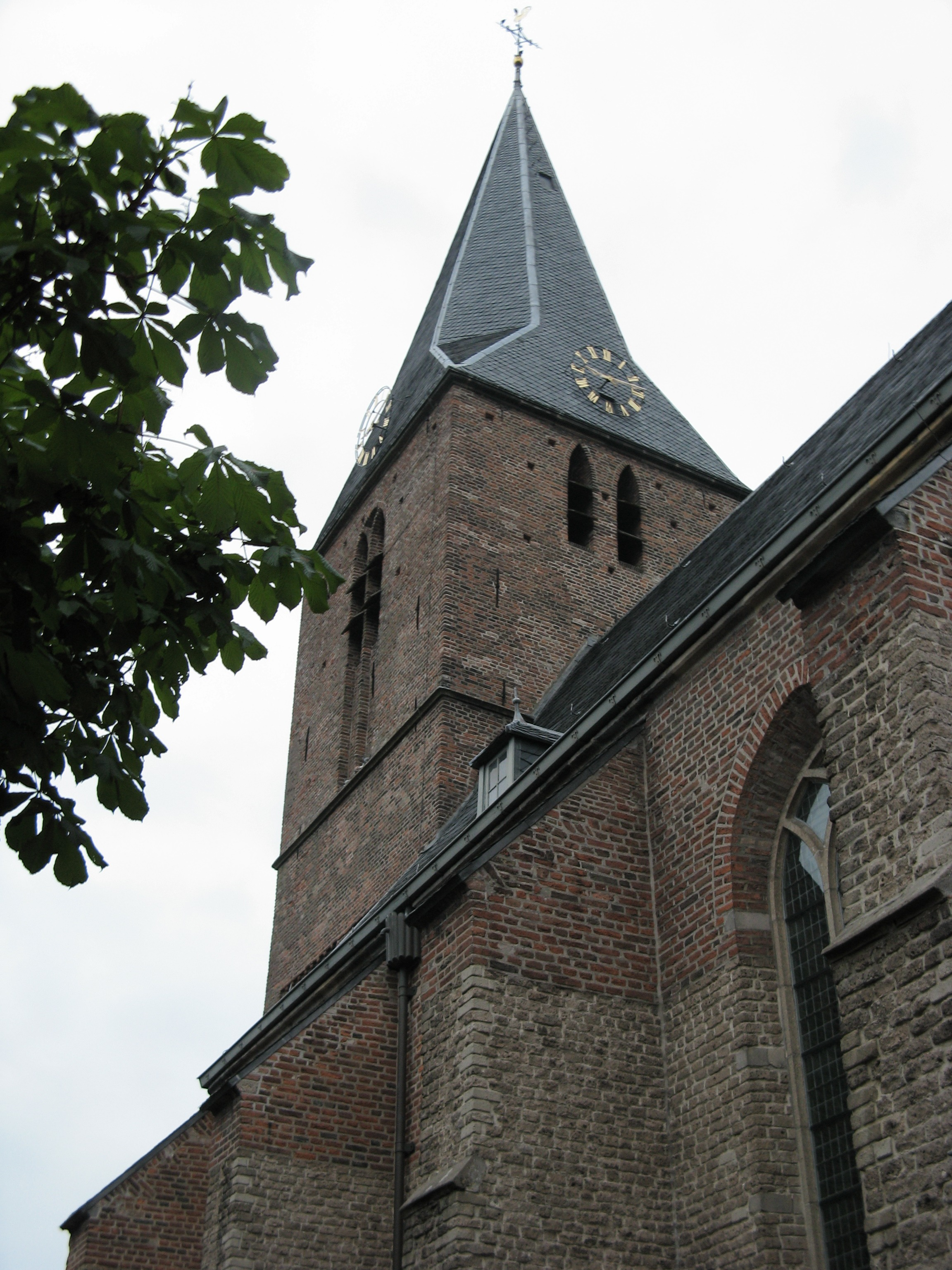
Протестантська церква
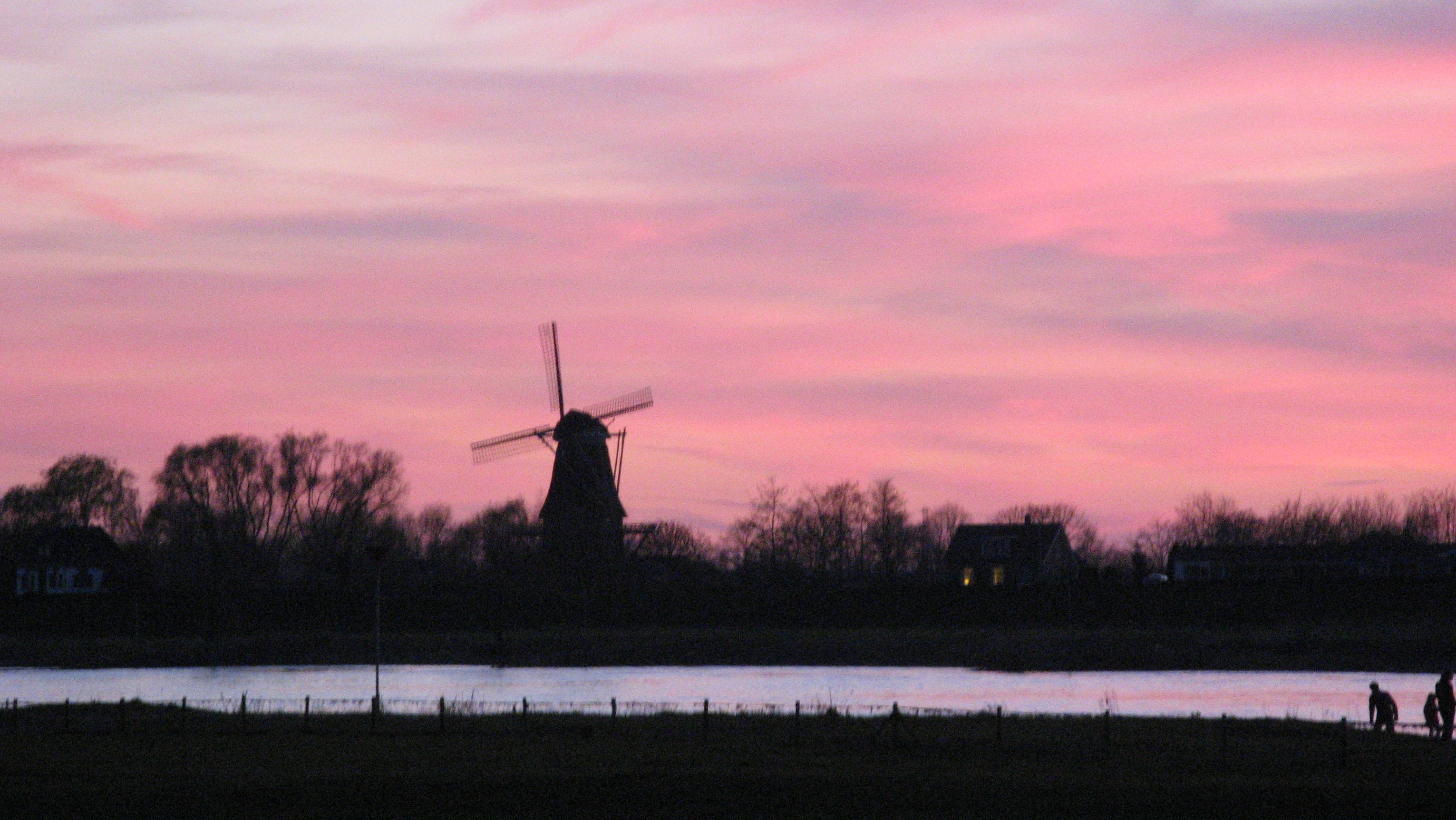
Течія Ейссела біля міста
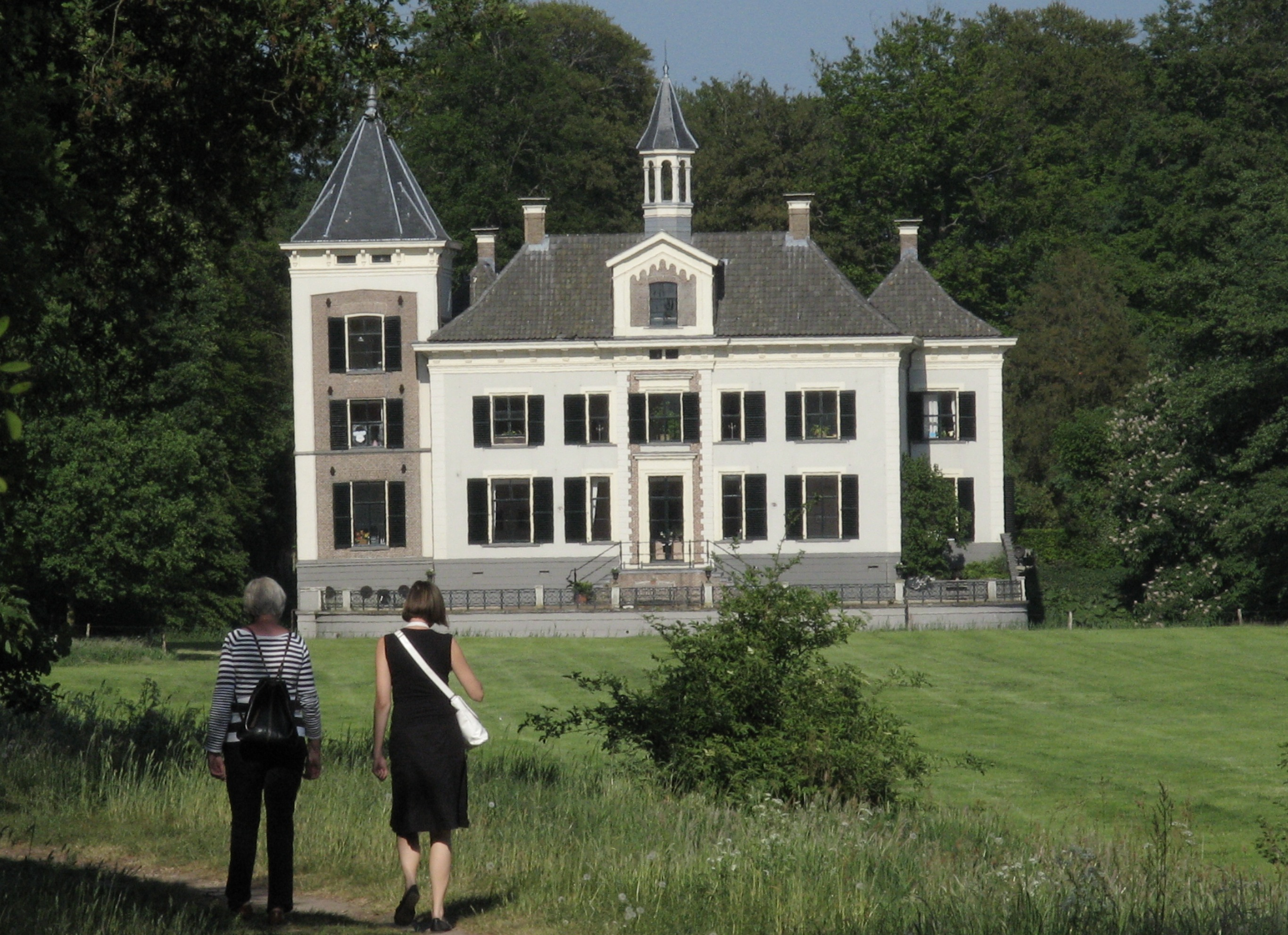
Маєток біля міста
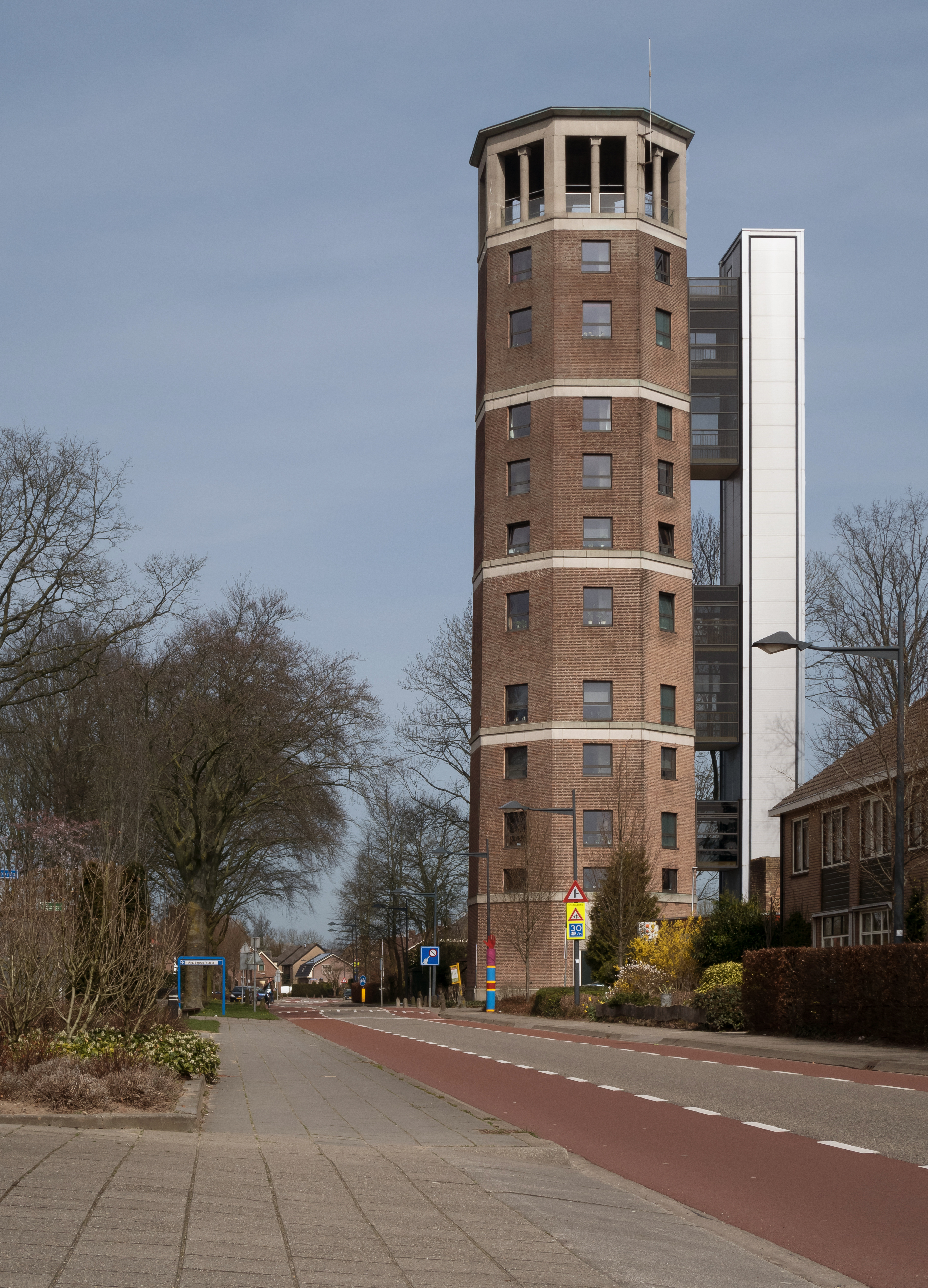
Водонапірна башта